# (524435) 2002 CY248
(524435) 2002 CY248, também escrito como (524435) 2002 CY248, é um objeto transnetuniano que está localizado no cinturão de Kuiper, uma região do Sistema Solar. Ele é classificado como um cubewano. O mesmo possui uma magnitude absoluta de 5,3 e um albedo de 0,07. Ele tem cerca de 383 ou 378 km de diâmetro. O astrônomo Mike Brown lista este corpo celeste em sua página na internet como um candidato a possível planeta anão.

## Descoberta
(524435) 2002 CY248 foi descoberto no dia 6 de fevereiro de 2002 pelo astrônomo Marc W. Buie.

## Órbita
A órbita de (524435) 2002 CY248 tem uma excentricidade de 0,142 possui um semieixo maior de 46,464 UA. O seu periélio leva o mesmo a uma distância de 39,881 UA em relação ao Sol e seu afélio a 53,046 UA.